# Raoultov zakon
Raoultov zakon je fizikalni zakon, ki obravnava parne tlake idealnih raztopin. Ime je dobil ime po svojem odkritelju, francoskem kemiku François-Mariu Raoultuu (1830-[901) in pravi:
parni tlak idealne raztopine je odvisen od parnega tlaka posamezne komponente in njenega molskega deleža v raztopini.
Ko v raztopini vse komponente dosežejo ravnotežje, je delni tlak komponente A enak
{\displaystyle p_{A}=p_{A}^{0}\cdot x_{A}}
pri čemer je pA0 parni tlak čiste komponente A, xA pa njen molski delež v raztopini. 
Parni tlak raztopine je vsota delnih tlakov vseh komponent sistema:
{\displaystyle p=p_{A}^{0}\cdot x_{A}+p_{B}^{0}\cdot x_{B}+\cdots }
To pomeni, da z naraščenjem števila komponent v raztopini udeležba parnega tlaka posamezne komponente pada. Če ima čisti topljenec parni tlak enak 0, se pravi da ni hlapen, bo imela raztopina nižji parni tlak kot čisto topilo.
Zakon popolnoma velja samo takrat, kadar so kemijske interakcije med dvema tekočinama enake privlakom znotraj posamezne tekočine, se pravi za idealne raztopine. To pa pomeni, da lahko s primerjavo izmerjenih parnih tlakov in idealnih parnih tlakov, izračunanih z Raoultovim zakonom, dobimo pomembne informacije o interakcijah med obema tekočinama. Če je parni tlak nižji od izračunanega, je raztopino zapustilo manj molekul, kot smo predvidevali, to pa pomeni, da so privlaki med tekočinama močnejši od privlakov znotraj tekočin. Seveda obstoja tudi druga možnost, da je parni tlak raztopine višji od predvidenega, kar pomeni, da so privlaki med tekočinama šibkejši od privlakov znotraj tekočin. V grobem bi lahko rekli, da se v prvem primeru tekočini »privlačita«, v drugem pa »odbijata«. 
Parni tlak in sestava plinske faze v ravnotežju z raztopino nam torej lahko mnogo povesta o termodinamskih lastnostih udeleženih tekočin: bolj ko sta si tekočini podobni, bolj se njuno obnašanje približuje Raoultovemu zakonu. 

## Izpeljava
Idealna raztopina je definirana kot raztopina, v kateri je kemijski potencial komponente i enak
{\displaystyle \mu _{i}=\mu _{i}^{0}+RT\ln x_{i}\,}
μi0 = kemijski potencial čiste komponente i.
Če je sistem v ravnotežju, mora biti kemijski potencial komponente i v raztopini in pari enak, se pravi, da je 
{\displaystyle \mu _{i,{\rm {liq}}}=\mu _{i,{\rm {vap}}}\,}
Če je tekočina idealna raztopina, dobimo z uporabo enačbe za kemijski ponencial plina naslednjo enačbo:
{\displaystyle \mu _{i,{\rm {liq}}}^{0}+RT\ln x_{i}=\mu _{i,{\rm {vap}}}^{0}+RT\ln {\frac {f_{i}}{f_{i}^{0}}}}
Oznake 0 pomenijo, da gre za čisto komponento.
fi = fugasnost komponente i
Z odštevanjem obeh enačb dobimo novo enačbo
{\displaystyle RT\ln x_{i}=RT\ln {\frac {f_{i}}{f_{i}^{0}}}},
ki jo z deljenjem in antilogaritmiranjem preuredimo v 
{\displaystyle f_{i}=x_{i}f_{i}^{0}}
Če se para raztopine obnaša idealno, lahko fugasnost plina zamenjamo s tlakom, tako da dobimo enačbo
{\displaystyle p_{i}\approx x_{i}p_{i}^{0}},
ki se imenuje Raoultov zakon.

## Idealne raztopine
Idealna raztopina je po definiciji raztopina, ki se obnaša skladno z Raoultovim zakonom. Takšnih raztopin v realnem svetu seveda ni. 
Če zanemarimo, da se pare obnašajo realno in vzamemo, da se obnašajo idealno, s tem ne naredimo zelo velike napake, ker so interakcije med molekulami plina praviloma šibke, predvsem pri nizkih parnih tlakih. V tekočinah je stanje povsem drugačno, ker so v njih interakcije zelo močne. Da bi bila raztopina idealna, mora biti vseeno, ali ima molekula A za sosedo molekulo A ali molekulo B. Z upoštevanjem spremembe Gibbsove proste energije mešanja ugotovimo, da je to samo približno res tudi takrat, ko sta komponenti kemijsko skoraj identični:
{\displaystyle \Delta _{\rm {mix}}G=nRT(x_{1}\ln x_{1}+x_{2}\ln x_{2})\,}
ΔmixG je vedno negativen, se pravi, da je mešanje spontano. Izraz je, če izključimo faktor –T, enak entropiji mešanja, to pa ne pušča čisto nobenega prostora za vpliv entalpije. To pomeni, da mora biti ΔmixH enaka nič, kar je mogoče samo takrat, kadar so interakcije U med molekulami nepomembne.
Z uporabo Gibbs-Duhemove enačbe ugotovimo naslednje: ker za binarne raztopine Raoultov zakon velja za komponento A na celem območju koncentracij x=0-1, mora veljati tudi za komponento B. Če odstopanja od idealnosti niso prevelika, bo zakon za večino topil dobro veljal v ozkem koncentracijskem območju, ko se x približuje vrednost 1. Podobne omejitve veljajo tudi za topljenec, samo da je njegov koeficient drugačen. Ta zakon je znan kot Henryjev zakon. 
Obstoj takšnih omejenih lineranih režimov je bil v mnogih primerih tudi eksperimentalno dokazan.

## Neidealne raztopine
Rauoltov zakon se lahko prilagodi neidealnim raztopinam, tako da se vanj vgradi dva korekcijska faktorja, ki upoštevata interakcije med molekulami različnih snovi. Prvi faktor je koeficient fugasnosti φ, ki korigira neidealno obnašanje pare oziroma odstopanje od zakona za idealni plin. Drugi faktor je koeficient aktivnosti γ, ki korigira interakcije med molekulami v tekoči fazi.
Tako modificiran oziroma razširjen Raoultov zakon se zapiše z enačbo
{\displaystyle p_{i}\phi _{i}=p_{i}^{0}\gamma _{i}x_{i}\,}

## Realne raztopine
Večina binarnih raztopin ni idealnih, se pravi da so interakcije (privlačne ali odbojne sile) med njimi drugačne kot interakcije znotraj posamezne tekočine. Takšne raztopine seveda odstopajo od Raoultovega zakona.

### Negativni odklon
Kadar so adhezivne sile med molekulami snovi A in B večje od kohezivnih sil A-A ali B-B, je parni tlak raztopine manjši od pričakovanega. Pojav imenujemo negativno odstopanje od Raoultovega zakona. Negativno odstopanje je lahko posledica vodikovih vezi, ki povzročijo, da se tendenca izparevanja A in B zmanjša. Takšna je, na primer, zmes kloroforma in acetona.

### Pozitivni odklon
Kadar so kohezivne sile med molekulami večje od adhezivnih sil, bodo razlike v polarnosti ali notranjem tlaku povzročile, da bosta obe komponenti laže zapustili tekočino kot bi jo sicer. Parni tlak raztopine bo zato večji od tlaka, izračunanega z Raoultovim zakonom. Če so odstopanja velika, bo krivulja vsote parnih tlakov pri neki sestavi dosegla maksimum. 
Tako se obnašajo zmesi benzena in etanola, ogljikovega disulfida in acetona ter kloroforma in etanola.